# Pasmo 1,25 m
Pasmo 1,25 metra – pasmo radiowe przyznane do łączności amatorskich. Mieści się w zakresie od 220 do 225 MHz i jest używane w 2 regionie ITU (Ameryka Północna i Południowa) oraz w 1 regionie ITU (wyłącznie w Somalii).
Pasmo to wykorzystywane jest głównie w komunikacji lokalnej.